# Ханссен, Карл Фрёлих
Карл Фрёлих Ханссен (норв. Carl Frølich Hanssen; 8 января 1883, Фредриксхалд, Эстфолл — 6 января 1960, Осло) — норвежский офицер, спортивный руководитель и футболист. Играл за футбольный клуб «Меркантиле», в его составе выигрывал Кубок Норвегии. Один раз сыграл за сборную Норвегии. Президент Норвежской футбольной ассоциации (1908—1909 и 1914—1915 годах). Во время Второй мировой войны вступил в Национальное единение (НЕ) и стал главой Службы труда.

## Биография

### Образование и карьера
В 1901 году Ханссен получил Артиум (академического диплом). В 1904 году закончил военный колледж в Осло, а в 1907 году — Норвежскую военную академию, а затем, в 1911 году Гимнастическую Центральную школу. Ханссен начал свою службу в Полевой артиллерии и занимал там разные должности, включая командира батарей в нескольких подразделениях. В 1904 году ему было присвоено звание премьер-лейтенанта, а в 1915 году он был повышен до капитана и назначен командиром 5-й батареи в Полевом артиллерийском полку № 3 (1915—1917). В 1928 году он был назначен начальником школы полевой артиллерии для унтер-офицеров. В 1932 году Ханссен был повышен до звания майора, а в 1933 году стал подполковником, когда ему было поручено возглавить 1-й полк полевой артиллерии. Именно на этой должности он находился во время нападения Германии на Норвегию 9 апреля 1940 года.

### Служба во время Второй мировой войны

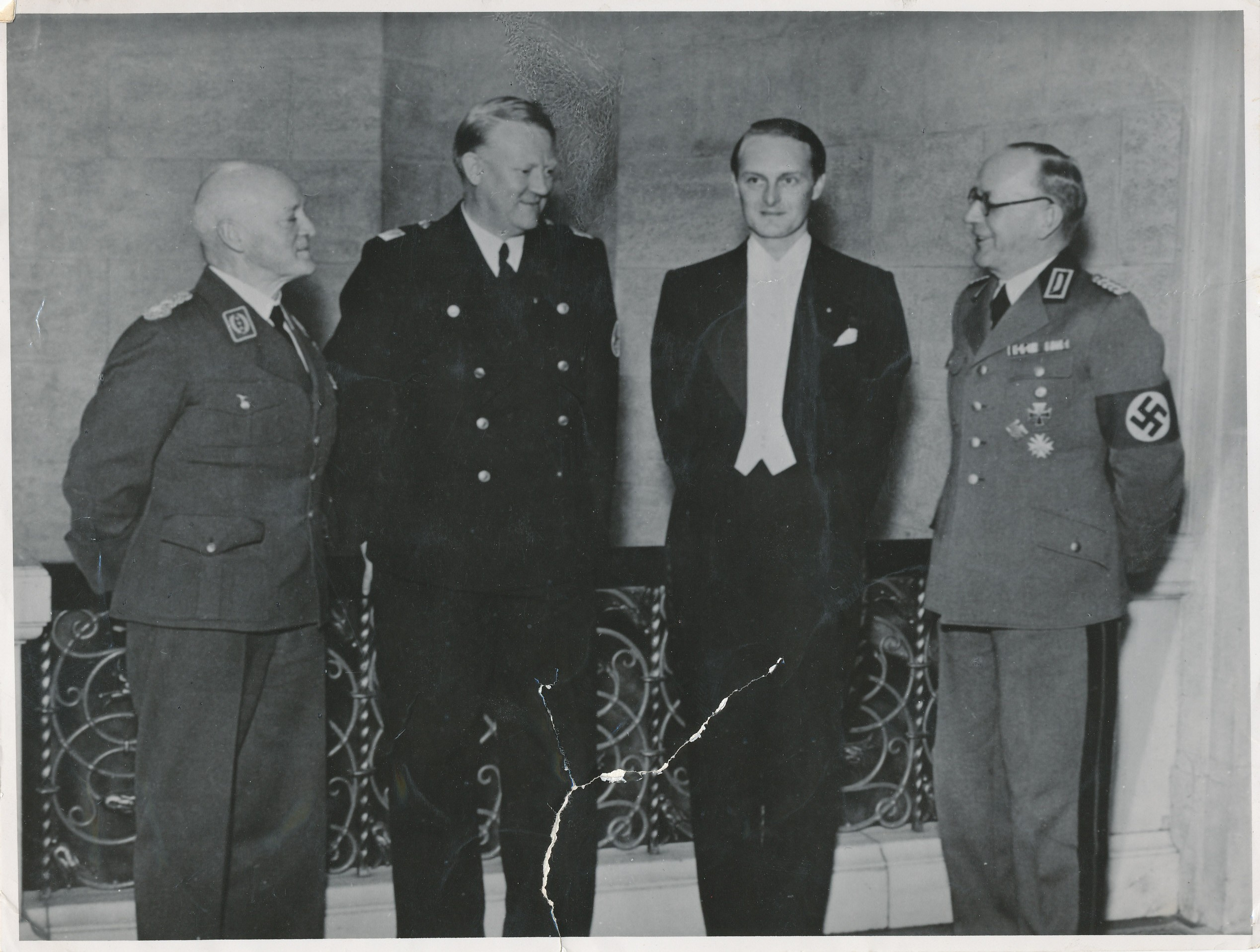
Слева направо: Ханссен, Видкун Квислинг, Станг, Аксель Хейберг, Генрих Брюнинг (глава Имперской службы труда).

В октябре 1940 года Ханссен вступил в Национальное единение. С апреля 1941 года и до мая 1945 года занимал должность руководителя Службы труда. Эта организация имела такие же полномочия, что и Имперская служба труда, но её деятельность распространялась только на территории Норвегии. Являясь старшим офицером и руководителей Службы труда, стал одним из общественных деятелей в рамках режима Национального единения, благодаря этому получив звание генерала. Во время режима Квислинга был известен под прозвищем «Фрёханс» (норв. Frøhans).
После освобождения Норвегии в мае 1945 года Ханссен был арестован и содержался под стражей до решения Верховного суда в 1949 году. В результате его приговорили к семи годам лишения свободы; также он был лишён звания генерала. Однако лишение звания не имело практической значимости, так как Ханссен превысил возрастные критерии для офицеров.

## Спортивная карьера
Ханссен активно занимался спортом в начале XX века, начиная свою карьеру как спортсмен и впоследствии переходя в роль спортивного руководителя. Он выступал за футбольный клуб «Меркантиле» и один раз сыграл за сборную Норвегии в матче против Швеции в 1910 году.
С 1908—1909 и с 1914—1915 года Ханссен был президентом Норвежского футбольного ассоциации. С 1911 по 1916 год он занимал должность инспектора по турнирам в Норвежской федерации гимнастики, а с 1912 по 1914 годы работал в Олимпийском комитете Норвегии.

### Матчи Ханссена за сборную Норвегии
| Матчи Ханссена за сборную Норвегии | Матчи Ханссена за сборную Норвегии | Матчи Ханссена за сборную Норвегии | Матчи Ханссена за сборную Норвегии | Матчи Ханссена за сборную Норвегии | Матчи Ханссена за сборную Норвегии |
| ---------------------------------- | ---------------------------------- | ---------------------------------- | ---------------------------------- | ---------------------------------- | ---------------------------------- |
| №                                  | Дата                               | Соперник                           | Счёт                               | Голы Ханссена                      | Соревнование                       |
| 1                                  | 11 сентября 1910                   | Швеция                             | 0:4                                | —                                  | Товарищеский матч                  |

Итого: 1 матч / 0 голов; 0 побед, 0 ничьих, 1 поражение.

### Достижения
- Меркантиле
  - Кубок Норвегии (2): 1907, 1912